# Espèce porte-drapeau

Logo illustrant l'utilisation du Lynx boréal comme espèce porte-drapeau pour une zone protégée en Pologne

Le concept d'espèce porte-drapeau, d'espèce-phare ou d'espèce amirale, est utilisé dans le cadre de la biologie de la conservation. Il consiste à mettre en valeur une espèce particulière afin de faire augmenter le soutien offert à la conservation de la biodiversité dans un contexte particulier. Cette stratégie de conservation est efficace pour amasser des fonds, mais la valeur et l'efficacité scientifique sont très contestées puisqu'elles se ne se concentrent que sur une seule espèce.  

## Histoire
Le concept d'espèce porte-drapeau est devenu populaire vers le milieu des années 1980 avec le débat sur la façon de prioriser les espèces pour la conservation. Les premières références largement disponibles sur ce concept concernent les primates néotropicaux, les éléphants africains et les rhinocéros.
L'utilisation du concept a été largement dominée par les espèces de grande taille, et plus particulièrement par des mammifères, bien que d'autres espèces aient été occasionnellement utilisées.

## Définition
Plusieurs définitions ont été données concernant le concept d'espèce porte-drapeau. La plupart des définitions récentes se concentrent sur le caractère stratégique et socio-économique du concept, voire sur l'aspect marketing.
- une espèce utilisée pour une campagne de marketing plus large fondée sur sa possession d'un trait ou plus qui séduit l'audience ciblée[8].
- une espèce qui a la capacité de capter l'imagination du public et d'inciter les gens à supporter les actions de conservation et/ou de donner des fonds[9].
- une espèce populaire et charismatique qui sert de symbole et de point de ralliement pour stimuler la sensibilisation à la conservation et l'action pour la conservation[10].

Le terme est parfois confondu avec celui d'espèce charismatique, d'espèce parapluie, d'espèce clé de voûte et d'espèce indicatrice. Une espèce phare doit avant tout agir autant dans les sphères sociales et économiques pour être considérée.

## Sélection d'un emblème
Les espèces porte-drapeau devraient être sélectionnés selon certains critères précis pour avoir un maximum d'efficacité.
1. Favoriser une espèce représentative d'une région (par exemple, une espèce endémique) et qui peut représenter un symbole national[11].
2. L'espèce devrait avoir de l'importance dans l'écosystème où elle vit. La préservation d'espèces clé de voute et parapluie auront donc l'avantage d'assurer le fonctionnement optimal de l'écosystème[6]. Toutefois, il est à noter que certains mammifères, par exemple ceux qui vivent et qui migrent dans la savane, dépendent d'un environnement intact pour leur survie.
3. L'espèce devrait avoir un statut précaire ou être en voie d’extinction. Plus une espèce est en danger, plus les gens sont incités à soutenir la cause[11].
4. L'espèce devrait être charismatique auprès du public et être une espèce avec laquelle les communautés qui la côtoient n'aient pas de craintes face à cet animal[12].

## Quelques exemples de succès et échecs

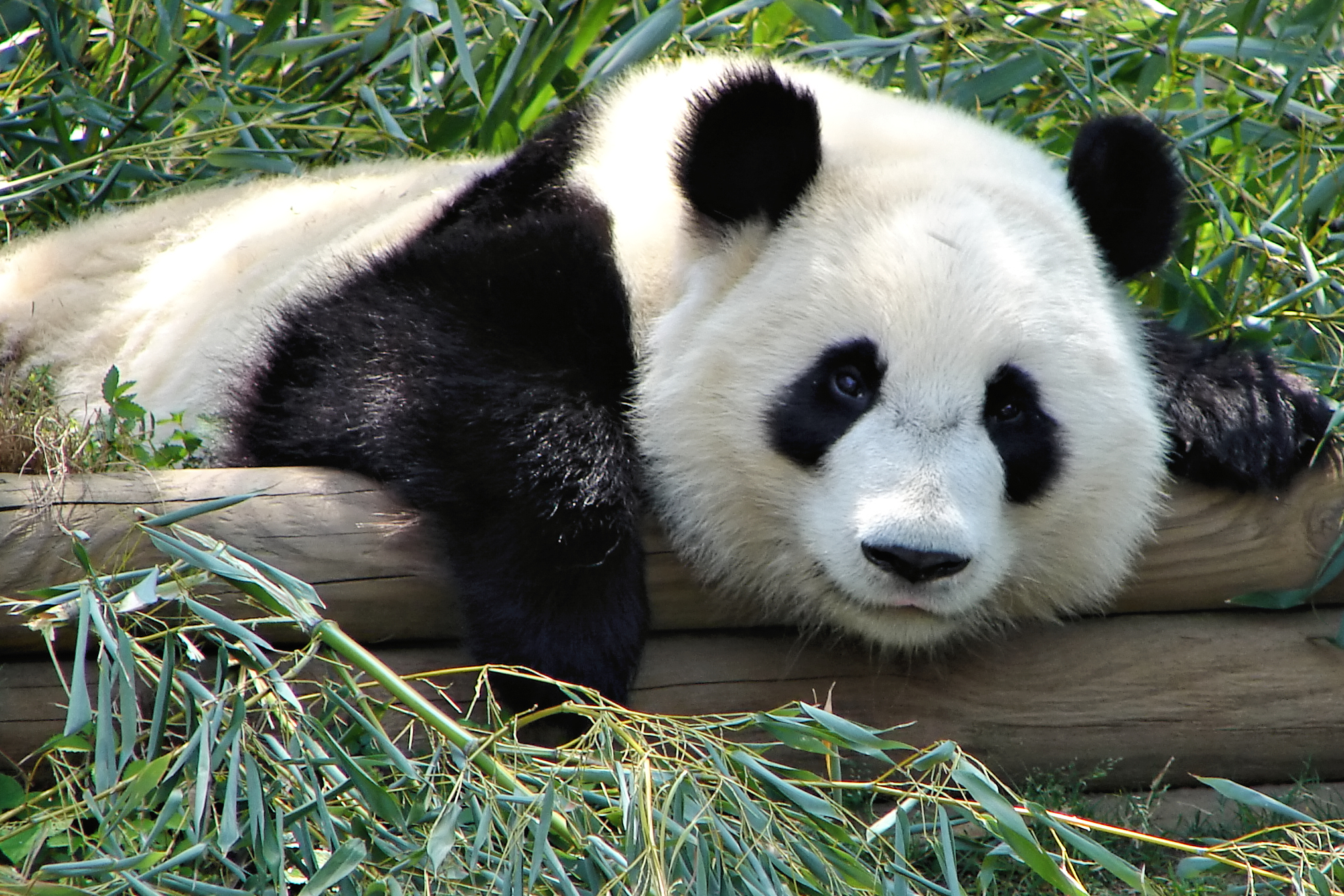
Le panda géant est une espèce porte-drapeau

Un exemple bien connu est celui du panda géant (Ailuropoda melanoleuca), qui est notamment représenté sur le logo de WWF. Le tigre du Bengale (Panthera tigris), l'éléphant d'Afrique (Loxodonta sp.) et l'éléphant d'Asie (Elephas maximus) peuvent également être qualifiés d'espèces porte-drapeau,.
Le succès d'une espèce phare varie d'une espèce à une autre et de projets en projets.  Le respect des bases du développement durable (sphère sociale, environnementale et économique) et la gestion de la biodiversité dans une équipe multidisciplinaire est important pour ne pas omettre des détails importants. 
Cas du Tamarin-lion doré (Leontopithecus rosalia)
La référence en termes de succès d'une espèce phare concerne le lion tamarin doré (L. rosalia) dans la forêt atlantique au Brésil. À cause de la déforestation, de l'expansion urbaine et des activités des compagnies minières, les effectifs de cette espèce ont chuté au point de frôler l'extinction dans les années 1970. Conscient des pertes de biodiversité et du besoin de valoriser la forêt, le gouvernement du Brésil a adopté des programmes de conservation dont la sentinelle la plus notable fut le lion tamarin doré puisque cet animal est attirant auprès du public international, ne provoque pas la peur chez les locaux et joue un rôle important dans la dispersion de plusieurs arbres à fruits. Le programme multidisciplinaire aura permis d'éviter l'extinction du lion tamarin doré, de mieux connaître l'espèce grâce aux recherches entreprises dans les zoos (éthologie, reproduction et besoins fondamentaux pour survivre ex-situ et être réintroduits), de reboiser la Mâta Atlantica, de sensibiliser la population locale, d'assurer un suivi de la population par des professionnels en plus de faire entrer certaines lois environnementales en vigueur. 
Cas du Panda géant (Ailuropoda melanoleuca)
Le panda géant est l'animal qui aura attiré le plus d'attention en tant qu'espèce phare et celle dont la gestion est la plus catastrophique. Entre 1963 et 1979, 12 réserves visant à protéger les pandas géants furent créées dû à la pression populaire. Par la suite, un partenariat entre le WWF et le ministère chinois des forêts prit place en 1980 pendant 12 ans dans le but de faire de la recherche biologique sur le panda géant. Malgré ces actions, les pandas géants auront continué de décliner dans ces réserves. La cause la plus notable concerne le fait d'avoir négligé l'activité des communautés locales. L'une des réserves les mieux connues pour une gestion de ce genre est la réserve de Wolong qui fut créée en 1962 et nommée réserve de la biosphère en 1980 pour sa riche biodiversité et ses pandas géants. Une petite population d'humains habitait déjà dans cette réserve lors de la création de la réserve. En environ 30 ans, cette population, qui dépend du bois quotidiennement pour se nourrir et se chauffer en hiver, aura réduit de façon notable l'habitat du panda au point de faire décliner la population. Les pandas géants de la réserve auront passé de 145 individus en 1974 à 72 en 1986. Il est à noter que la population de 2560 personnes en 1975 aura augmenté à 4329 personnes en 1998. Des réserves hydroélectriques furent érigées dans la réserve dans le but d'alimenter les gens en électricité pour que cesse la déforestation. Toutefois, cette décision n'aura pas pris compte du fait que les communautés rurales sont trop pauvres pour acheter de l'électricité.  Malgré le financement énorme reçu de la part du gouvernement chinois et le WWF pour gérer cette réserve, la gestion  est un échec.  
Plusieurs autres facteurs sont connus pour avoir contribué au déclin de cette espèce : le braconnage (l'une des causes qui stimule le plus la sensibilité du public. Le braconnage est moins notable que dans le passé depuis que la peine de mort peut être imposée légalement sur des braconniers reconnus coupable d'avoir tué des pandas) les besoins stricts du panda (migration à très longues distances et altitudes pour suivre le cycle du bambou, se nourrit spécifiquement de bambou, l'importance du contact des rejetons avec la mère et prédation des rejetons due au manque d'abri idéal dû aux coupes non durables) et en partie dû aux zoos (population notable de pandas géants gardés en captivité par rapport au nombre restant en nature, échec total à être parvenu à réintroduire un panda avec succès en nature depuis 1936 et problèmes d'accouplement des pandas géants à la suite d'un changement de comportement causé par l'absence leur habitat naturel (nourriture différente, cages trop restreintes, panda enlevé trop jeune)).
En somme, la gestion est capitale pour le succès d'une espèce phare. Il est à noter toutefois que les dix espèces considérées comme les plus « charismatiques » sont actuellement toutes gravement menacées, avec des effectifs de population en chute constante (mis à part le panda, qui se repeuple légèrement) et une extinction possible à très court terme.

## Avantages de la stratégie
Conservation parcimonieuse
La protection d'une espèce phare dépend de la protection de sa niche écologique. L'espèce phare agira comme un parapluie (sans pour autant être une espèce parapluie) pour les espèces vivantes qui côtoient cette dernière et bénéficieront aussi de sa protection. Plusieurs espèces phares, tels les pandas géants et les rhinocéros, ont des besoins en territoires qui sont élevés et qui sont favorables à la création de grandes réserves fauniques. Étant donné que la stratégie se centre uniquement sur une espèce, cette tactique peut permettre de protéger la biodiversité dans des endroits où il y a urgence d'agir de façon plus rapide qui pourra permettre d'éviter des extinctions imminentes. Le support des communautés les plus riches du globe sont nécessaires dans les régions les plus pauvres.
Accès facilités aux fonds
La valeur d'existence des espèces phares est très élevée auprès du public. En étant émotionnellement engagés à vouloir sauver une espèce appréciée et en danger d'extinction, les gens peuvent espérer avoir un impact en versant des fonds. Plusieurs réserves fauniques parviennent à recevoir beaucoup de financement par la présence d'espèces phares. Par exemple, le Pilanesberg National Park (Afrique du Sud) générerait 9 millions de dollars US par année à la suite de l'implantation de lions dans la réserve.
Implication sociale
L'implication du public permet de donner un message clair sur le désir de vouloir préserver les espèces. En plus de participer au financement, le public peut aussi mettre une certaine pression sur les autorités. À titre d'exemple, le désir de vouloir préserver le panda géant et la pression imposée par le WWF aura incité la Chine à valoriser davantage ses ressources et avoir un vaste territoire protégé (voir cas du panda géant en haut). Étant donner que des sommes importantes d'argent sont en jeu, d'autres acteurs économiques et nationaux peuvent être portés à s'impliquer.

## Inconvénients de la stratégie
Sensibilisation douteuse
Malgré la dimension sensibilisatrice de la stratégie, les donateurs ne sont souvent intéressés que par l'animal et rien d'autre. La simplification d'un problème comme la perte d'habitat se résume souvent au portait d'une espèce en détresse. Dans plusieurs cas, des concepts écologiques plus complexes comme ceux de biodiversité et de diversité génétique demeurent mal connus du grand public. Par exemple, une étude démontre qu'une majeure partie des gens intéressés par la protection des dauphins ne comprennent pas en quoi la biologie de l'animal et son écosystème sont vitaux pour assurer sa protection. 
Anthropomorphisme
Selon le géographe Jean-Benoît Bouron, « ériger des espèces en mascotte conduit à en fournir des représentations anthropomorphiques (peluches, déguisements pour les activistes, dessins d’animaux parlant pour exprimer leur cause, etc.) et donc à protéger de ce qui ressemble à l’humain et non à protéger la nature pour elle-même. Cela pose aussi la question des milieux dépourvus d’une espèce étendard et de leur préservation. Cependant, des espèces à faible charisme initial peuvent bénéficier d’une revalorisation de leur image et aboutir ainsi à une protection ou une meilleure prise en compte de leur habitat. Ainsi, la manière dont les méduses sont mises en valeur par les jeux de lumière dans les aquariums publics permet d’améliorer leur image auprès des visiteurs et de les sensibiliser à la protection des milieux marins ».
Négligence
Étant donné que les zones protégées dépendent de la présence de l'espèce phare et que la stratégie n'est pas une approche par biodiversité, plusieurs zones du globe peuvent être négligées dû au manque d'espèces d'intérêt. Certaines espèces non charismatiques, comme les petits mammifères, insectes, arthropodes  et invertébrés en général sont négligés alors qu'ils peuvent jouer un rôle majeur dans les chaînes trophiques et/ou certains écosystèmes. La population locale, souvent mise de côté dans les plans de gestion, peut parfois devenir hostile comme dans le cas du panda géant, de l'éléphant, du tigre et de l’orang-outang, ou même parfois d'ongulés endémiques. Il arrive que les préférences soient différentes en termes d'animaux charismatiques entre la population locale et la sensibilisation internationale, fragilisant l'assise sociale et la bonne application des programmes. Par exemple, si les Américains aiment les éléphants et les lions, les Africains en sont effrayés et vont préférer les zèbres et les girafes qui leur paraissent plus esthétiques et constituent une source de nourriture. En Amérique et en Europe, les gens ont une vision positive des pandas géants tandis que les Chinois les considèrent parfois comme un ours dangereux. Le petit panda, un animal charismatique qui vit en sympatrie avec le panda géant dans les forêts de bambous, pourrait donc être une espèce phare potentiellement plus intéressante pour conserver le même habitat. Cet animal se reproduit bien dans les zoos et il est retrouvé dans plusieurs zones de l'Asie où l'endémisme est élevé. Enfin, lorsque des réserves sont mises en place, les responsables de ces réserves doivent souvent affronter un dilemme dans lequel ils doivent privilégier soit le tourisme soit les mesures de protections.
Connaissances restreintes
Plusieurs animaux requièrent plusieurs années d'études avant de pouvoir accéder à des plans de conservation efficace. Les zoos ont un grand rôle dans les recherches biologiques à long terme et la conservation ex-situ. Plus une espèce charismatique est grande, plus elle est difficile à préserver et plus les plans de conservation sont couteux. Par exemple, il aura fallu 10 ans pour comprendre comment la reproduction en captivité fonctionne chez le tamarin lion doré. Chez des grands animaux comme le panda géant, plusieurs problèmes d'adaptation et les besoins stricts de l'animal rendent difficile de les garder en captivité. Bien que les pandas géants soient impossibles à réintroduire en nature, certaines rumeurs avancent qu'un peuple traditionnel chinois, les Baïmas, seraient parvenus à en réintroduire et il est possible que des peuples indigènes, dont les coutumes et les connaissances traditionnelles sont menacées à l'échelle mondiale, aient des connaissances précieuses sur la préservation in-situ et la réintroduction d'animaux charismatiques.